# Mariánský sloup (Blatná)
Mariánský sloup se nachází na náměstí Míru a je natočen směrem ke kostelu Nanebevzetí Panny Marie.

## Popis
Na podstavci ve tvaru kříže se nacházejí čtyři světci. Jedná se o svatého Václava, svatého Jana Nepomuckého, svatého Josefa a svatého Dominika. Na sloupu uprostřed jsou erby Josefa hraběte Sereniyho a jeho manželky Alžběty Marie Sereniyové, rozené z Valdštejna. Nahoře na sloupu stojí socha Panny Marie, která v pravé ruce svírá růženec.

## Historie
Mariánský sloup se sochami objednal Josef hrabě Sereniy u místního architekta a sochaře Jana Františka Hoffmana. Důvodem bylo vyjádření vděku Panně Marii za odvrácení morové epidemie, která Blatnou postihla roku 1714. Hoffman návrh na Mariánský sloup předal roku 1726 a Josef Sereniy ho schválil. Autor jako odměnu obdržel 137 zlatých.

## Galerie

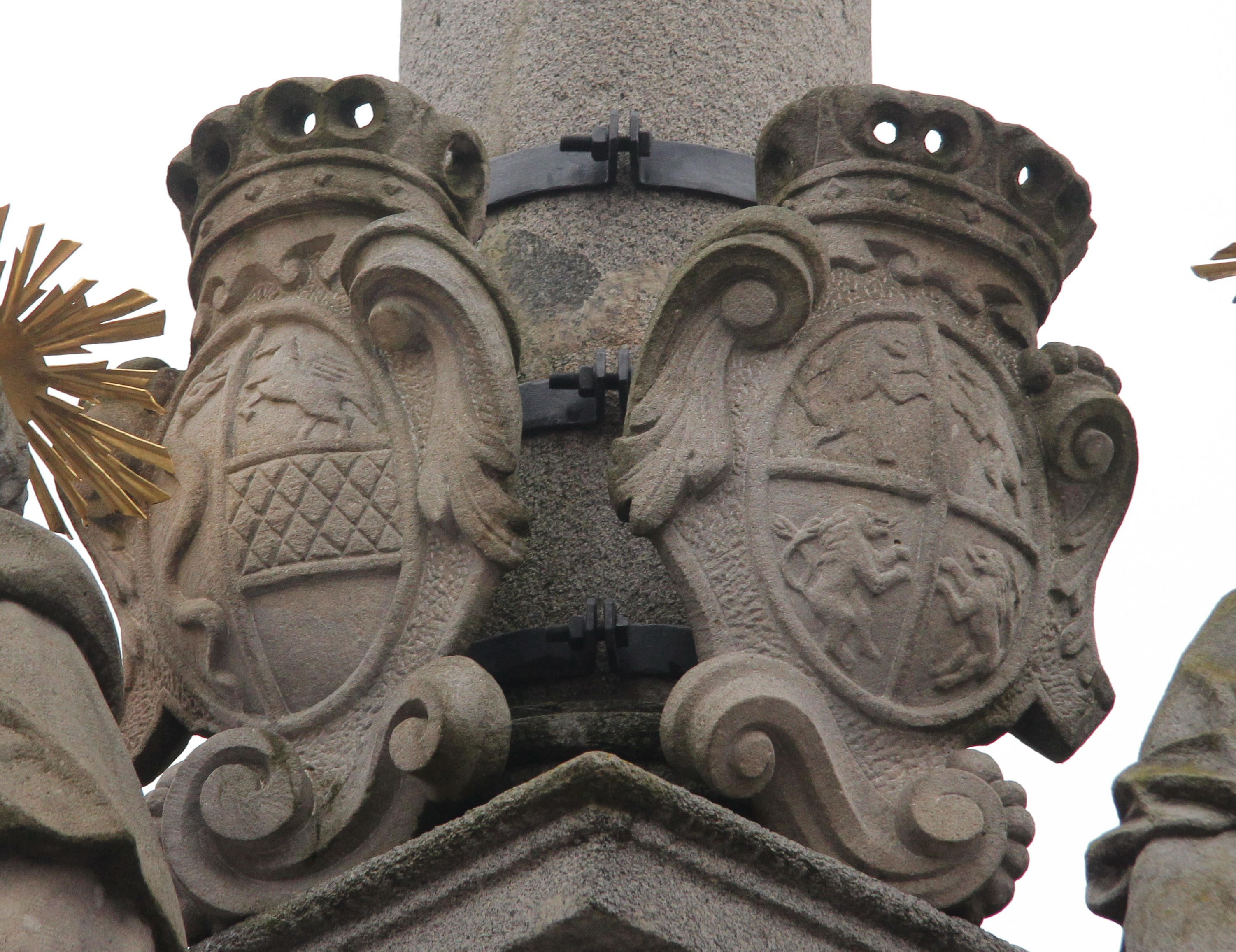
Erby Josefa hraběte Sereniyho a jeho manželky Alžběty Marie Sereniyové rozené z Valdštejna.
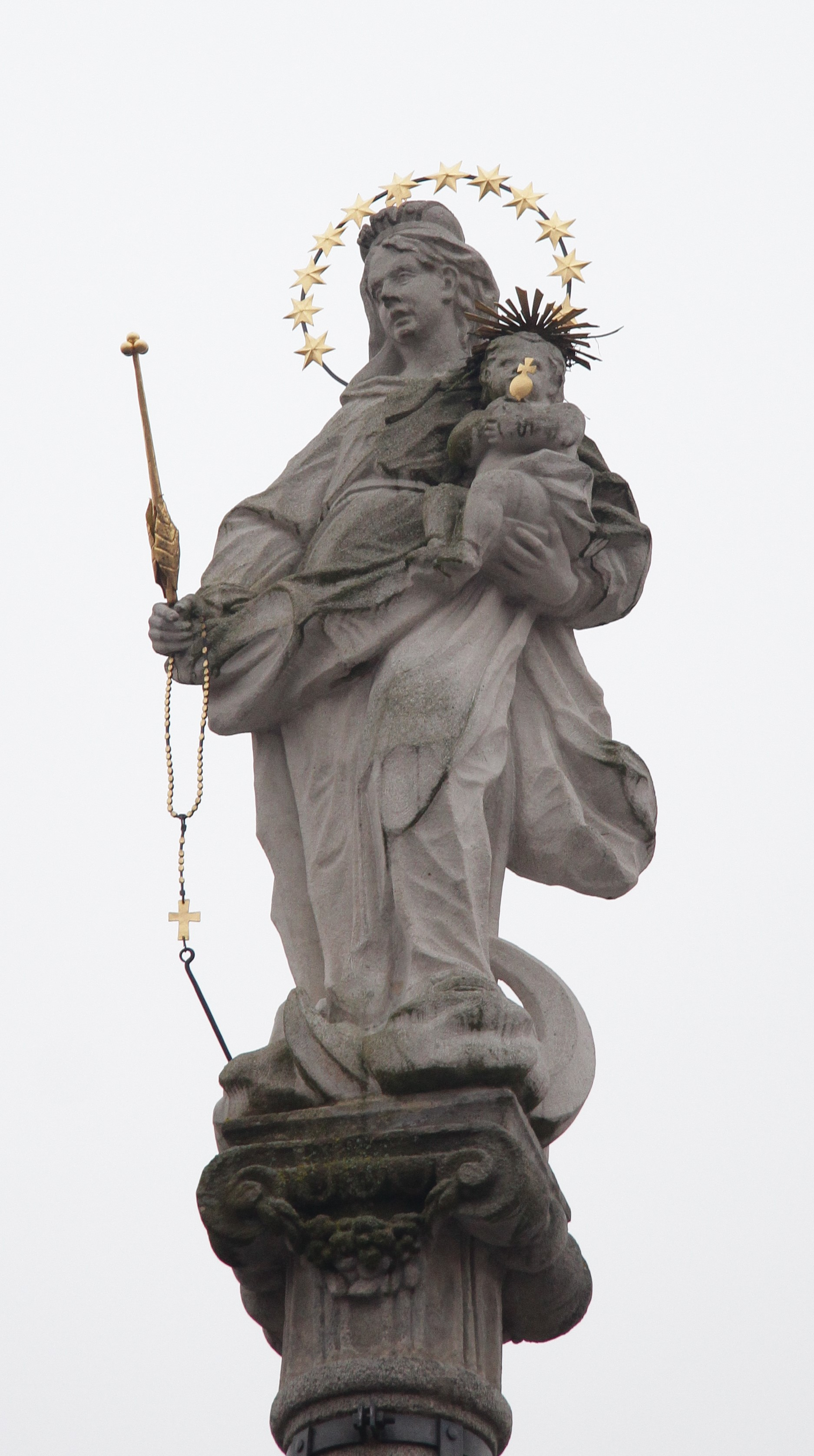
Panna Marie na Mariánském sloupu.
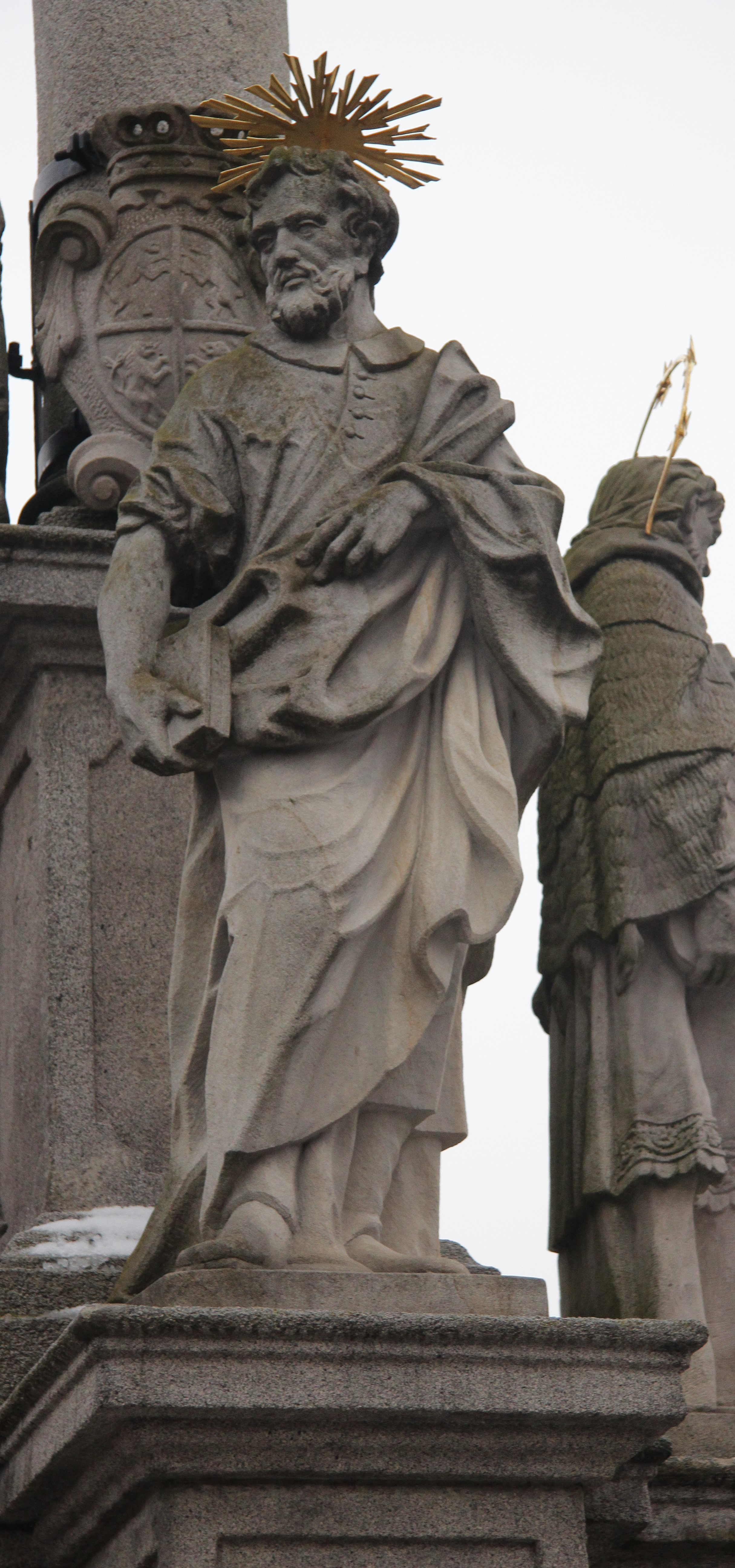
Svatý Josef na Mariánském sloupu.
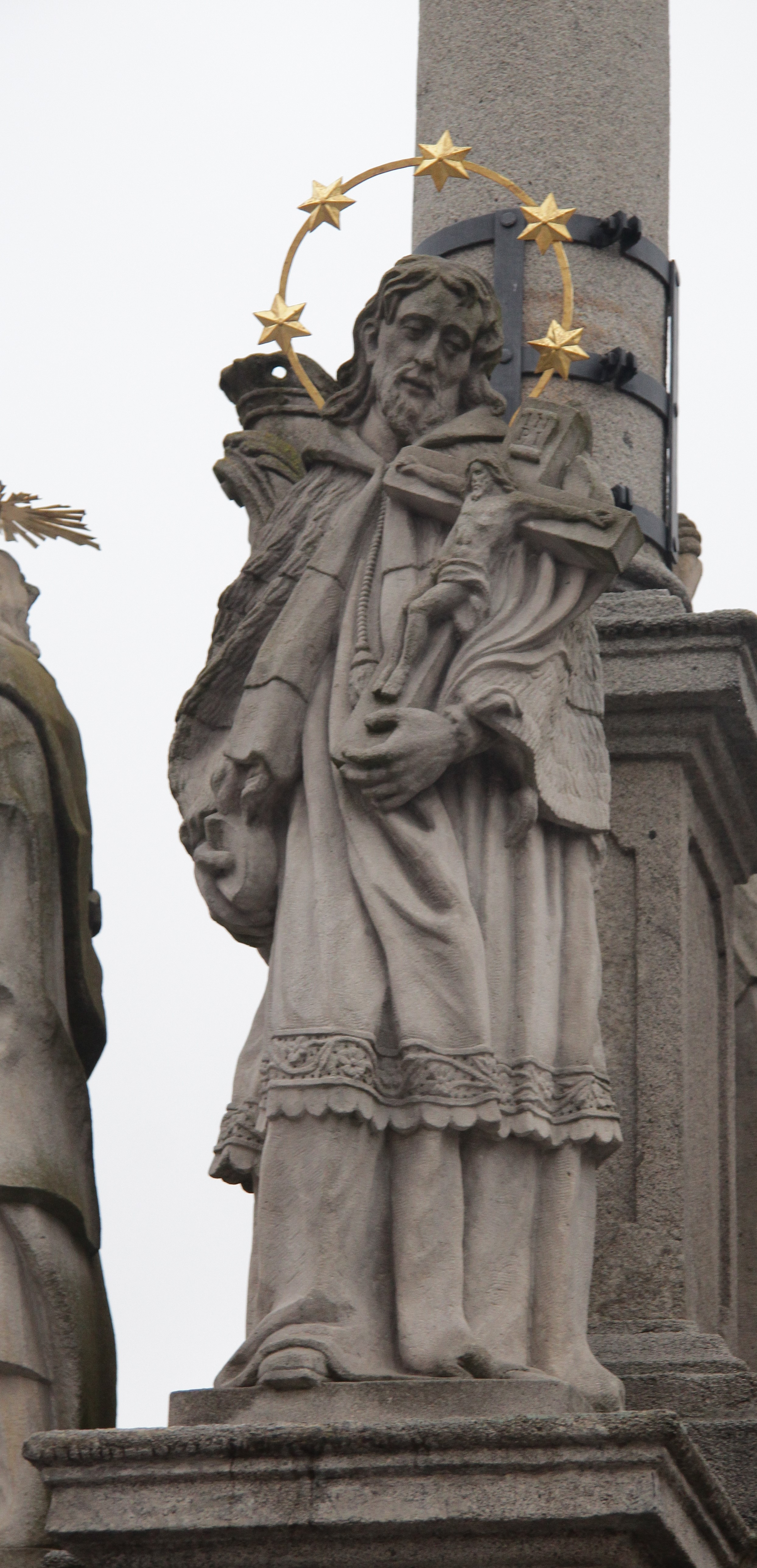
Svatý Jan Nepomucký na Mariánském sloupu.
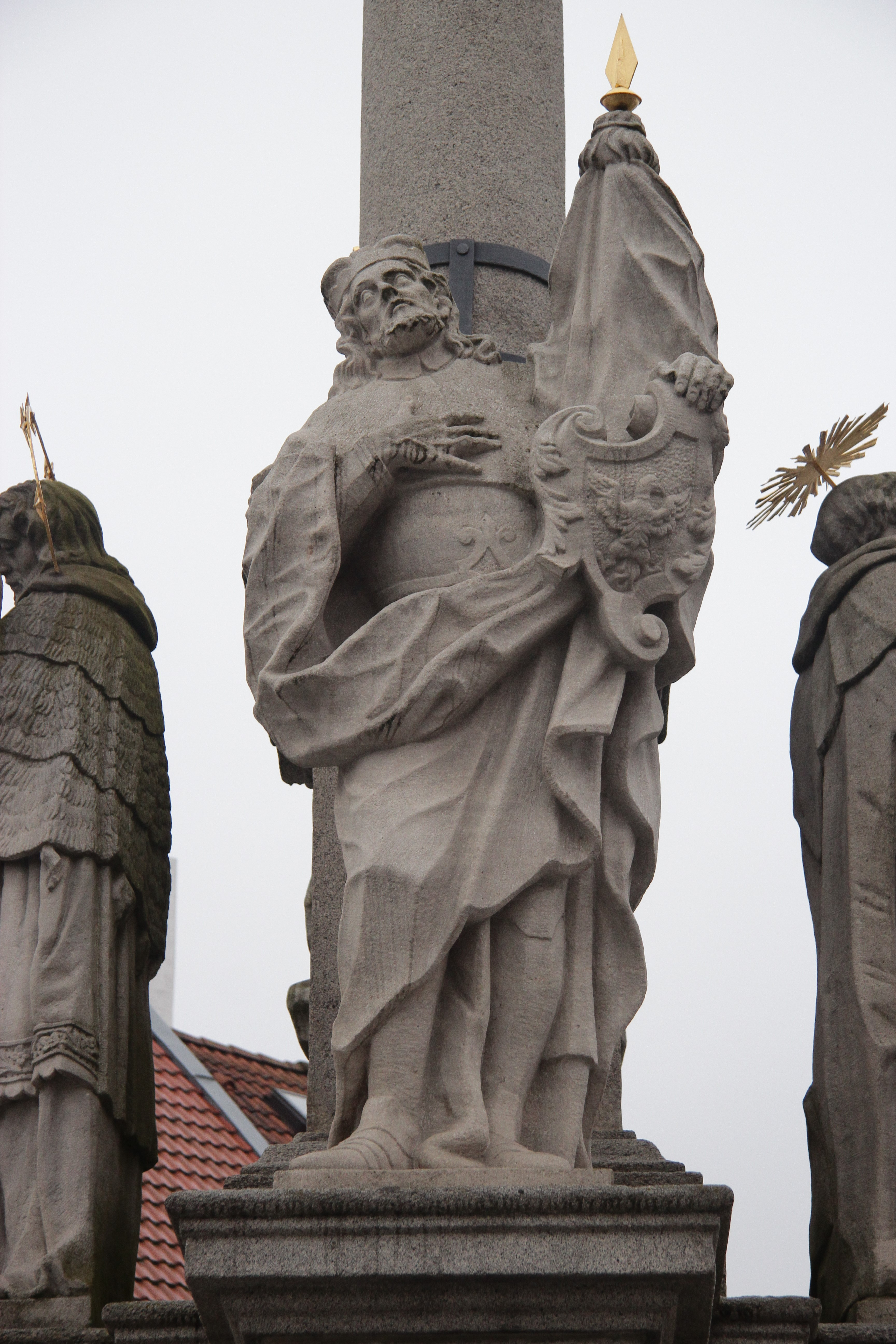
Svatý Václav na Mariánském sloupu.
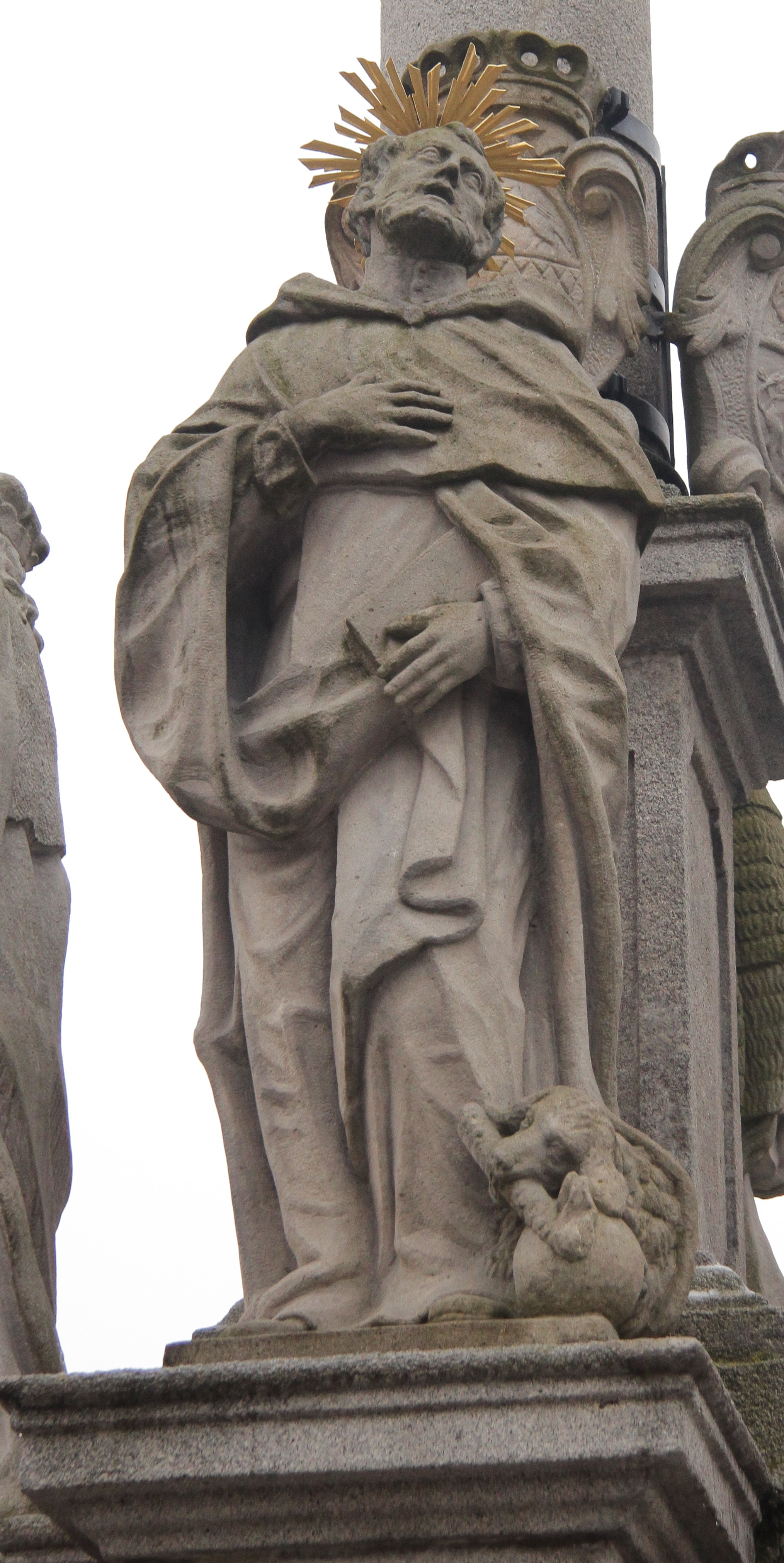
Svatý Dominik na Mariánském sloupu.